# Martinho Geraldes
Martinho Geraldes (Semelhe, data desconhecida - Viterbo, 1 de setembro de 1271) foi um prelado da Igreja Católica português, arcebispo da Sé de Braga.

## Biografia
Dom Martinho Geraldes seria natural da Freguesia de Semelhe, no Concelho de Braga. Pouco ou nada se sabe antes de sua entrada na Sé de Braga, logo após a morte de Dom João Egas, quando foi nomeado por ser o "varão a quem pediam as necessidades daqueles tempos".
Como nessa época Dom Afonso III estava sob interdito do Papa Alexandre IV, por conta de seu relacionamento com Dona Beatriz, com quem já tinha dois filhos, mesmo ainda casado com Matilde de Bolonha, sabe-se que Dom Martinho foi signatário, junto com os bispos de Évora (Dom Martinho Pires), Lisboa (Dom Airas Vasques), Coimbra (Dom Egas Fafes), Guarda (Dom Rodrigo Fernandes), Viseu (Dom Mateus Martins), Lamego (Dom Egas Pais), Tui (Dom Gil Pérez de Cerveira) e do Porto (Dom Julião Fernandes), de uma solicitação ao Papa Urbano IV para levantar o interdito, logo após a morte de Dona Matilde, tendo o Papa na época acolhido a súplica. Por ocasião desta reunião, realizada em maio de 1262, que foi atendida pelos altos prelados do reino, argumenta-se que se realizou o Sexto Concílio de Braga. 
Como primaz, concedeu diversas foranias e morgados, como ao Convento de Montariol e à Paróquia de São Mamede de Ribatua
Com as atitudes de Afonso III frente à Igreja causando grandes transtornos, como o impedimento aos bispos de cobrarem os dízimos, utilização dos fundos destinados à construção dos templos, obrigação dos clérigos a trabalhar nas obras das muralhas das vilas, prisão e execução de clérigos sem autorização dos bispos, ameaças de morte ao arcebispo e aos bispos, os prelados de Portugal excomungaram o Rei e foram levar suas queixas pessoalmente ao Papa Clemente IV, em Viterbo.
Com a morte de Clemente IV e a demora na eleição de seu sucessor, em Viterbo faleceu Dom Martinho Geraldes em 1 de setembro de 1271, tendo governado a Sé por 16 anos, sendo enterrado no cemitério do Convento de São Domingos de Viterbo, conforme dispôs seu testamento, lavrado em 24 de agosto.